# HelloFresh
HelloFresh SE là một công ty đại chúng quốc tế cung cấp đồ ăn sơ chế sẵn có trụ sở tại Berlin, Đức. Đây là nhà cung cấp đồ ăn sơ chế sẵn lớn nhất ở Hoa Kỳ, và cũng có hoạt động ở Canada, Tây Âu (bao gồm Luxembourg, Đức, Bỉ, Pháp và Hà Lan), New Zealand và Úc. Nó đã được niêm yết trên Sàn giao dịch Chứng khoán Frankfurt kể từ khi IPO vào tháng 11 năm 2017.

## Lịch sử
HelloFresh được thành lập vào tháng 11 năm 2011 bởi Dominik Richter, Thomas Griesel và Jessica Nilsson tại Berlin, Đức. Richter và Griesel đã đóng gói và giao tận tay sản phẩm cho 10 khách hàng đầu tiên. Nó là một trong những công ty đi đầu trong ngành công nghiệp đồ ăn sơ chế sẵn. Ban đầu họ được tài trợ bởi Rocket Internet, một công ty studio khởi nghiệp của Đức. Lần đầu tiên họ bắt đầu giao đồ ăn sơ chế sẵn cho khách hàng trả tiền vào đầu năm 2012 và mở rộng sang Hà Lan, Anh, Mỹ và Úc cùng năm. Đến năm 2014, công ty tuyên bố sẽ cung cấp 1 triệu bữa ăn mỗi tháng. Họ đã huy động được 50 triệu đô la trong vòng tài trợ năm 2014, sau khi đã huy động được 10 triệu đô la vào năm 2012 và 7 triệu đô la vào năm 2013.
Đến tháng 3 năm 2015, công ty đã có 250.000 khách đăng ký, mặc dù vẫn không có lãi. Vào tháng 9 năm đó, nó đã được định giá 2,6 tỷ euro trong một vòng tài trợ mà nó đã huy động được 75 triệu euro, biến nó thành một công ty kỳ lân. Công ty vẫn thuộc sở hữu của Rocket Internet vào thời điểm đó. Nó đã hủy bỏ một đợt IPO theo kế hoạch vào tháng 11, do lo ngại về giá trị đề xuất của công ty. Nó đã có sự tăng trưởng đáng kể trong năm, với 530.000 người đăng ký vào cuối tháng 10. Nó có 750.000 người đăng ký vào tháng 7 năm 2016, và 1,3 triệu người vào quý 3 năm 2017.
Vào tháng 10 năm 2017, công ty đã công bố kế hoạch IPO trên Sàn giao dịch Chứng khoán Frankfurt để huy động 350 triệu đô la. Vào ngày 2 tháng 11, công ty đã hoàn thành đợt IPO của mình, định giá 1,7 tỷ euro. Vào thời điểm IPO, công ty có giá trị vốn hóa thị trường cao hơn gấp đôi Blue Apron, đối thủ cạnh tranh lớn nhất tại Mỹ.
Vào tháng 3 năm 2018, HelloFresh đã mua lại Green Chef, một công ty cung cấp đồ ăn sơ chế hữu cơ của Hoa Kỳ.
Vào tháng 10 năm 2018, HelloFresh Canada trụ sở tại Toronto đã mua lại Chefs Plate, một công ty cung cấp đồ ăn sơ chế của Canada.
Vào năm 2019, Rocket Internet đã bán cổ phần còn lại của mình trong HelloFresh bằng cách tăng tốc xây dựng sổ sách cho các nhà đầu tư tổ chức quốc tế. Rocket Internet đã nắm giữ 30,6% HelloFresh vào cuối năm 2018.